# Петров, Виктор Михайлович (разведчик)
Виктор Михайлович Петров (21 июля 1925, Солигаличский район, Костромская губерния — 17 мая 1997, Архангельск) — Герой Советского Союза, разведчик взвода пешей разведки 146-го гвардейского стрелкового полка 48-й гвардейской стрелковой Криворожской Краснознамённой орденов Суворова и Кутузова дивизии 28-й армии 1-го Украинского фронта, гвардии старшина.

## Биография
Родился в крестьянской семье. Образование 5 классов. После школы до призыва в армию работал в колхозе.
В январе 1943 года был призван в Красную армию. Впервые принял участие в боях в октябре того же года на 3-м Белорусском фронте.
В марте 1944 года был ранен. К лету 1944 года освоил военные специальности снайпера, минёра, сапёра. Позже был переведён в полковую разведку.
За неоднократную доставку «языков» и ценных разведданных 25 января 1945 года приказом по дивизии он был награждён орденом Славы 3-й степени.
24 апреля 1945 года, во время штурма Берлина со своим отделением обеспечил переправу дивизии через Тельтов-канал, принимал активное участие в разведке огневых позиций и узлов сопротивления противника.
29 апреля, в составе передового батальона капитана Савицкого, захватил несколько домов на одной из берлинских улиц, в тяжёлом бою был ранен, но оставаясь в строю, лично уничтожил два немецких танка из трофейных фаустпатронов. Всего за 6 дней боёв Петров уничтожил 87 солдат и 4 офицеров противника и лично захватил в плен 65 человек.
По окончании войны Петров остался служить в частях Архангельского гарнизона.
После демобилизации в 1950 году остался работать в местном управлении пожарной охраны города, где работал до выхода на пенсию.
Скончался 17 мая 1997 года. Похоронен на Вологодском кладбище в Архангельске.

## Память
- Имя носит специализированная пожарная часть по тушению крупных пожаров в Архангельске.
- Памятная доска на доме № 10 по улице Комсомольской, где жил В. М. Петров в Архангельске.

## Награды
- Медаль «Золотая Звезда» (27.06.1945);
- Орден Ленина (27.06.1945);
- Орден Отечественной Войны 1-й степени (11.03.1985);
- Орден Славы 3-й степени (25.01.1945);
- Орден «За заслуги перед народом и Отечеством» (ГДР, 7.10.1970).